# 로바예주

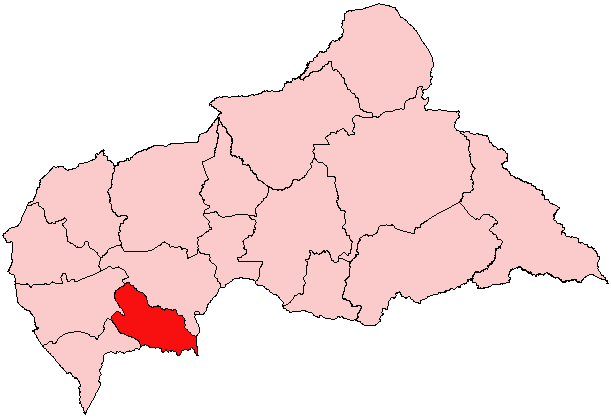
로바예 주의 위치

로바예주(Lobaye)는 중앙아프리카 공화국 남부에 위치한 주로, 주도는 음바이키이며 남쪽으로는 콩고 민주 공화국, 콩고 공화국과 국경을 맞대고 있다.